# Colin-maillard
Pour les articles homonymes, voir Colin-maillard (homonymie).

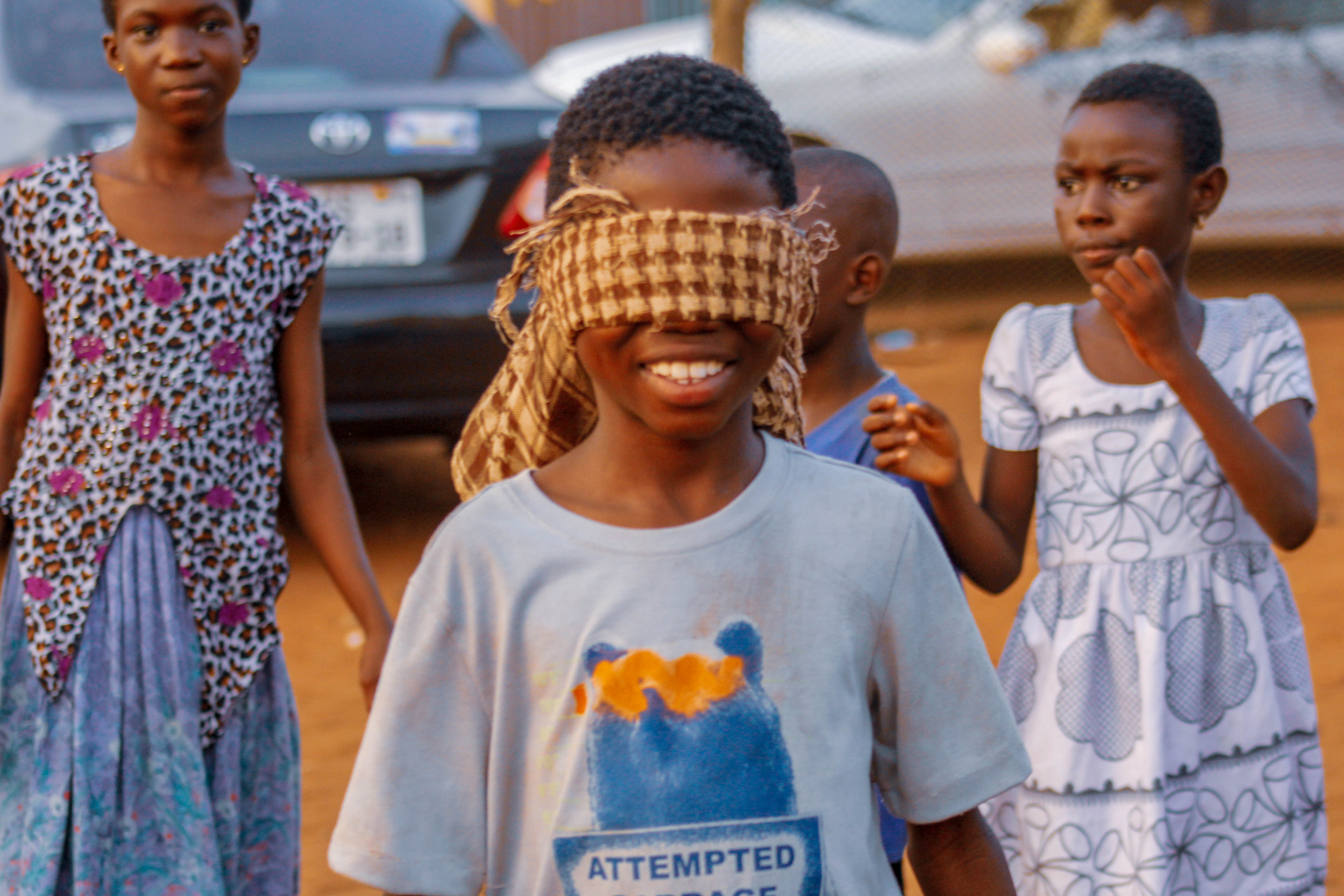
Enfants du Ghana jouant à colin-maillard.

Le jeu de colin-maillard est une variante du jeu du loup.

## Description

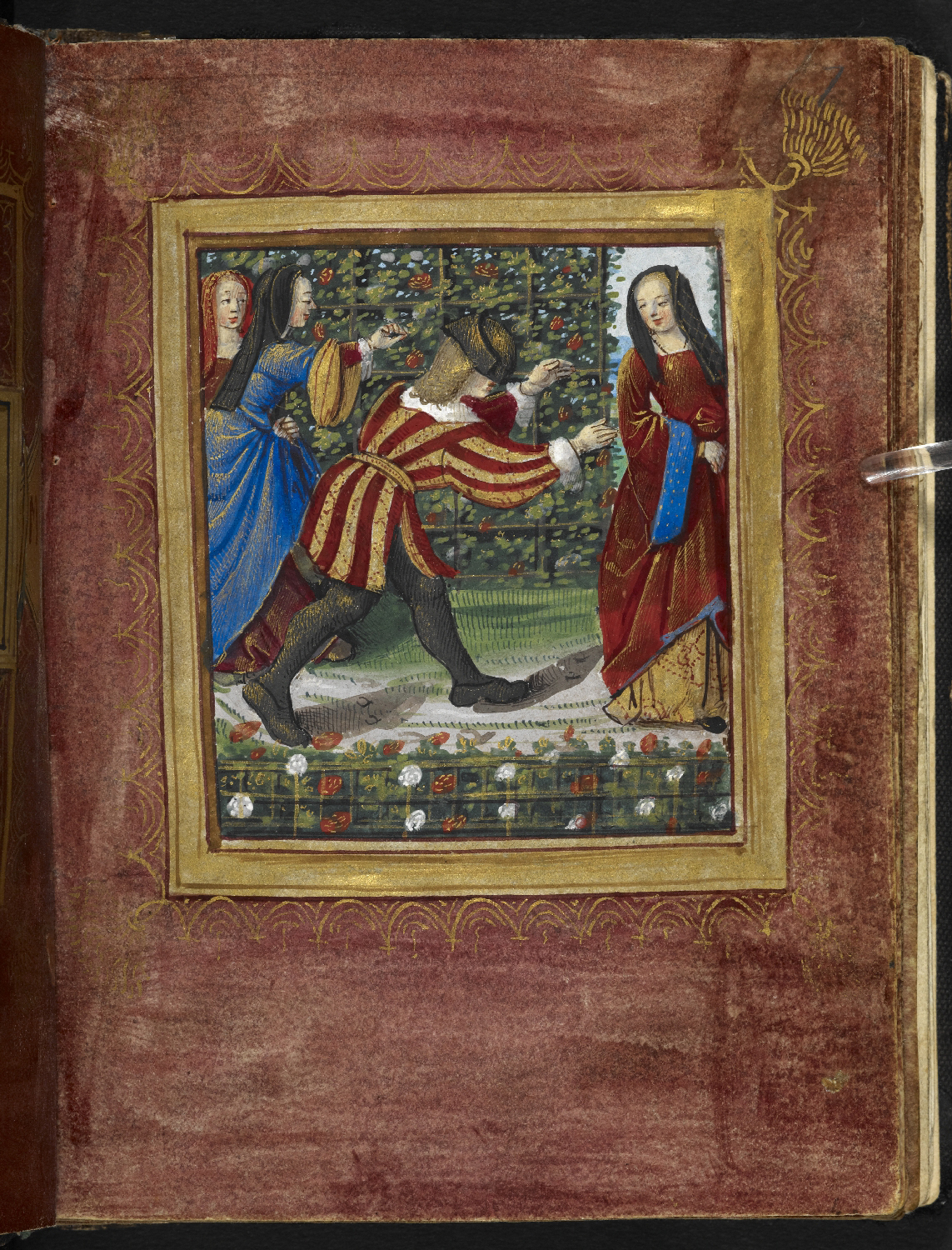
Jeune homme jouant à colin-maillard avec des dames, miniature du début du XVIe siècle paru dans le Petit Livre d'amour de Pierre Sala

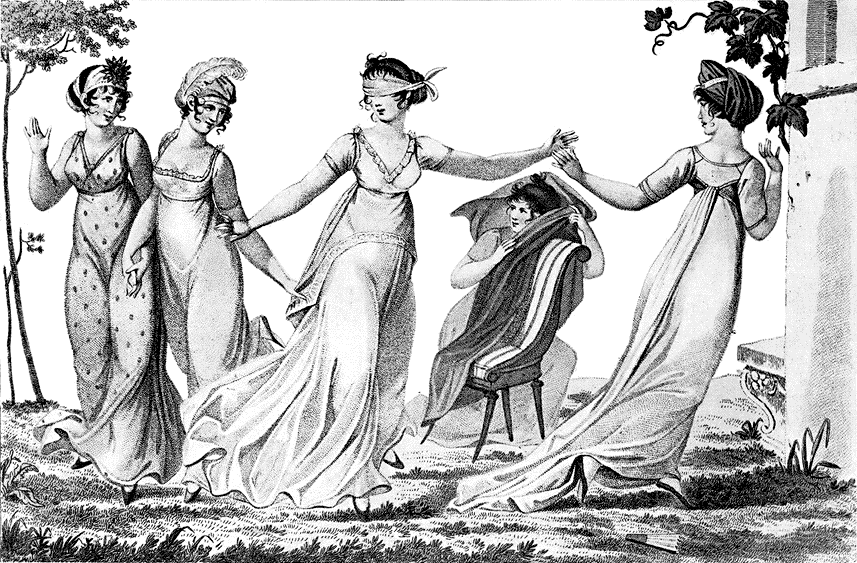
Dames jouant à Colin-maillard en 1803

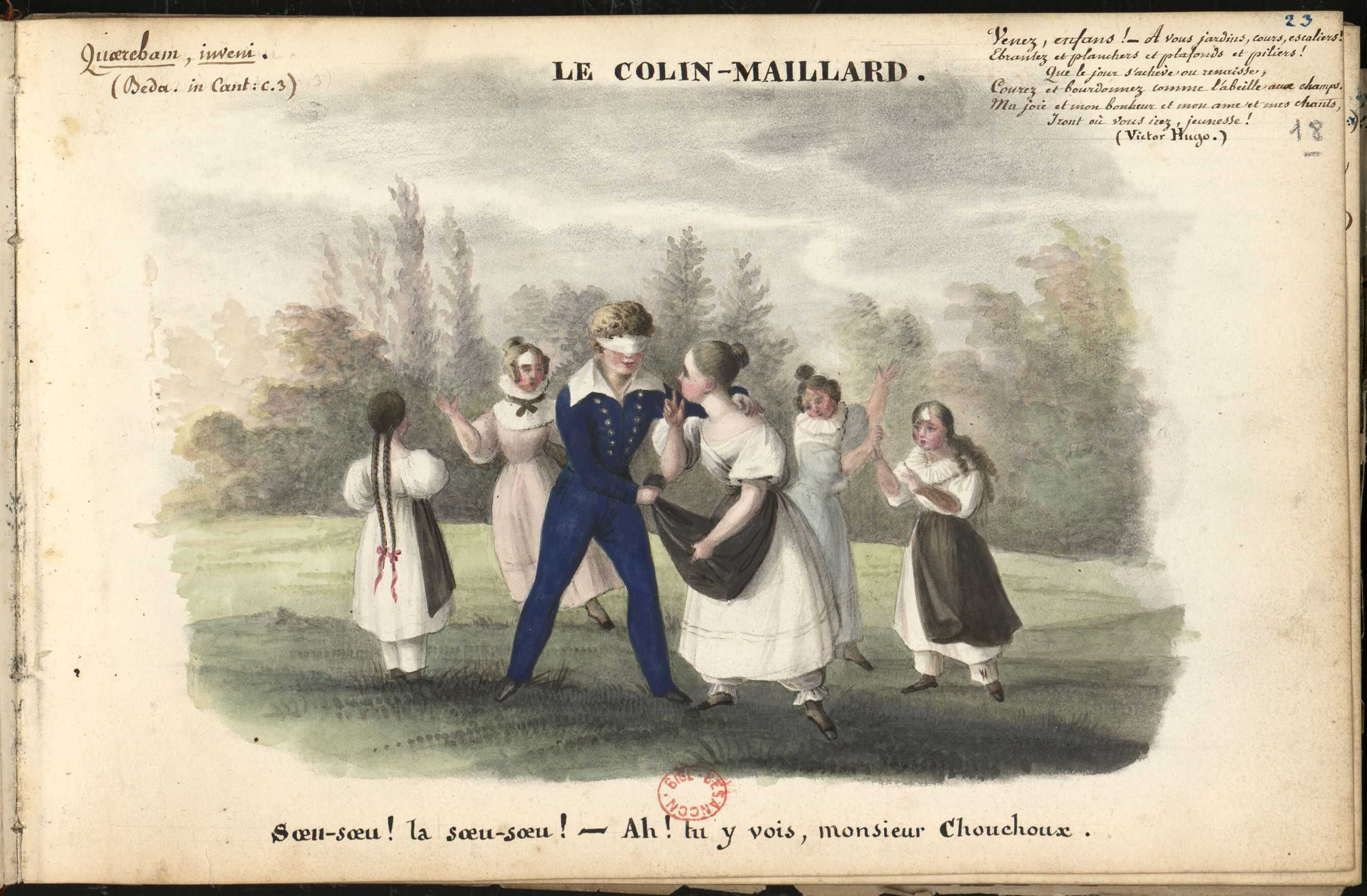
Désiré Monnier, Colin-maillard, 1836, aquarelle, album II, bibliothèque municipale de Besançon.

Le chasseur a les yeux bandés et les chassés tournent autour de lui (sans trop s'éloigner) en évitant de se faire toucher. Si le chasseur réussit à toucher un autre joueur, celui-ci s'immobilise et laisse le chasseur lui toucher le visage. Si le chasseur réussit à reconnaître la personne au toucher, alors celle-ci prend la place du chasseur. Des variantes proposent de jouer avec une clochette ou encore, une baguette.
Précautions : puisque l'un des joueurs a les yeux bandés, il est important de jouer dans un espace sans obstacle afin que ce joueur ne se fasse pas mal. Au XVIIIe siècle où il est souvent représenté dans des toiles de scènes galantes, on lançait le cri d'alerte « gare le pot au noir » ou « gare le pot à la graisse » lorsque le chasseur risquait de se heurter à un obstacle.

## Origine du nom
Le substantif masculin,, colin-maillard est composé, de deux noms propres, Colin et Maillard. Colin est un diminutif de Nicolas,.
Le nom du jeu pourrait venir de Jean Colin-Maillard, un guerrier hutois, ayant combattu le comte de Louvain au Xe siècle et qui eut les yeux crevés au cours d'une bataille mais continua néanmoins à se battre, frappant au hasard tout autour de lui avec son maillet, son arme de prédilection. Le mot pourrait également dériver de « mail », le maillet avec lequel le joueur aveugle chercherait ses adversaires.
Ce visage aux yeux crevés est représenté sur une sculpture en pierre du portrait du valeureux guerrier Johan Coley Maillard dit « le Grand Maillard » et de sa femme Jeanne de Seille réalisée sur une des cheminées monumentales de l'ancien Château de Landreville (Ardennes), demeure française de sa famille après qu'elle eut quitté la Belgique vers 1350.

## Grèce antique
En Grèce antique, on pratiquait une sorte de colin-maillard appelé la mouche de bronze, (en grec : χαλκῆ μυῖα). Il est notamment décrit par Suétone et par Pollux. Le jeu était accompagné de deux vers parémiaques. L'enfant aux yeux bandés cherchait à attraper les autres en disant « Je vais courir après une mouche de bronze » ; ses compagnons de jeux qui l'entouraient, l'agaçaient ou le frappaient avec la main ou des bandelettes de papyrus, lui répondaient « Tu lui courras après, mais tu ne l'attraperas pas ».

## Dans la littérature
Dans ses Mémoires, Saint-Simon montre Louis XIV, six ans, confiant son cordon bleu à un compagnon de jeu, Roger Brûlart de Puysieulx, quatre ans, pour ne pas être reconnu trop facilement en jouant à colin-maillard. Lorsque au terme du jeu Puysieulx le lui rend, Louis XIV promet de lui en donner un, quand il sera « le maître ». Soixante ans plus tard, en 1704, Puysieulx profite d'un moment où le roi est particulièrement content de ses services pour lui rappeler sa promesse. Louis XIV se met à rire, et tient sa parole. Ce fait, dit Saint-Simon, « est tout à fait singulier avec un prince aussi sérieux et aussi imposant que Louis XIV ».
Dans une de ses compositions majeures Visions of Johanna de 1966 l'auteur-compositeur Bob Dylan, prix Nobel de littérature en 2016, évoque ce jeu au début du deuxième couplet de la chanson poème : « Dans le terrain vide où les dames jouent à colin-maillard avec le porte-clé » (« In the empty lot where the ladies play blindman's bluff with the key chain »).